# PixelJunk 4am
PixelJunk 4am, precedentemente intitolato PixelJunk Lifelike, è un videogioco musicale sviluppato dalla Q-Games. È parte della serie di videogiochi scaricabili PixelJunk per console PlayStation 3. PixelJunk 4am da possibilità di utilizzare il controller PlayStation Move controller per visualizzare i brani inclusi nel gioco (realizzati dal compositore Baiyon) ed i brani degli utenti. Il primo trailer del gioco è stato presentato a settembre 2010, mentre il gioco è uscito effettivamente il 5 maggio 2012.